# Jessie Andrews
Jessie Andrews (Miami, 22 de març de 1992) és el nom artístic d'una actriu pornogràfica, dissenyadora de joies i DJ estatunidenca. Ha estat guardonada amb un premi AVN a la millor actriu, un premi XBIZ a la millor actuació pel seu paper en Portrait of a Call Girl, així com el de millor actriu nova, i dos premis XRCO a la millor actriu i a la millor actriu nova, respectivament. Abans d'ingressar a la indústria pornogràfica, Andrews va treballar com a agent de vendes per American Apparel. Una de les seves amigues, que va treballar com a extra, li va referir els beneficis econòmics per "mostrar el seu pit", la qual cosa va motivar a Andrews a ingressar a la pornografia una setmana després de complir els 18 anys.

## Discografia
Senzills
- "I Never Knew" – Jessie Andrews (2013, Ultra Records)
- "Count On You" – Jessie Andrews & Audrey Napoleon
- "You Won't Forget Tonight" Jessie Andrews feat. Comets We Fall

Remescles
- Anna Lunoe & Flume – "I Met You (Jessie Andrews Remix)"
- Disclosure feat. Sam Smith – "Latch (Jessie Andrews Bootleg)"
- Prince Club – "Love Strong (Jessie Andrews Remix)"
- Viceroy x French Horn Rebellion - "Friday Nights (Jessie Andrews Remix)"
- Duke Dumont - "Need O 100% ft. AMI (Jessie Andrews Remix)"
- Drake - "Too Much Feat Sampha" (Jessie Andrews & Jason Burns Remix)